# Walter Müller (Fussballspieler, Stuttgart)
Walter «Walterle» Müller († nach Juni 1970) war ein Schweizer Fussballspieler.

## Karriere

### Vereine
Müller spielte zu Beginn seiner Karriere für den FC Zürich und von 1920 bis 1930 für die Stuttgarter Kickers. Zunächst kam er von 1920 bis 1923 in der Kreisliga Württemberg, danach von 1923 bis 1930 in der Bezirksliga Württemberg/Baden zum Einsatz. In dieser Zeit gewann er mit seiner Mannschaft fünfmal die württembergische Meisterschaft. Nach seiner Zeit in Stuttgart kehrte Müller in die Schweiz zurück und kam für den FC Zürich zuletzt in der Saison 1937/38 in der zweitklassigen 1. Liga in 13 Punktspielen zum Einsatz, in denen er zwei Tore erzielte. Vom 26. September 1937 (4. Spieltag) bis zum 26. Dezember 1937 (11. Spieltag) kam er in acht Saisonspielen wie auch vom 23. Januar 1938 (13. Spieltag) bis zum 13. März 1938 (17. Spieltag) in fünf Saisonspielen in Folge zum Einsatz. Am 21. November 1937 (7. Spieltag) erzielte er beim 2:2 im Heimspiel gegen den FC Concordia Basel mit dem 1:0-Führungstreffer in der 14. Minute sein erstes, am 27. Februar 1938 (15. Spieltag) beim 3:1-Sieg im Heimspiel gegen den FC Schaffhausen mit dem Treffer zum 2:0 in der 52. Minute sein zweites Tor.

### Nationalmannschaft
Am 14. Dezember 1924 bestritt er sein einziges Länderspiel für die Schweizer Nationalmannschaft. Das in Freundschaft ausgetragene Länderspiel gegen die Nationalmannschaft Deutschlands auf dem «Platz am Gaskessel», der seinerzeitigen Spielstätte des Stuttgarter SC, fand vor 25'000 Zuschauern statt und endete 1:1 unentschieden. Die 1:0-Führung durch Walter Dietrich (Servette FC) in der 26. Minute glich «Tull» Harder (Hamburger SV) in der 71. Minute aus.

## Erfolge
- Württembergischer Meister 1921, 1923, 1924, 1925, 1928

## Beruflich
Walter Müller war als Grafiker tätig und entwarf bei der Gründung der baden-württembergischen Zeitung Sportbericht deren Schriftzug.

## Sonstiges
Walter Müller wurde zu Stuttgarter Zeiten auch mit Müller II und Schweizer-Müller bezeichnet, da mit Richard Müller (I) und Otto Müller (III) zwei weitere Spieler zur selben Zeit in seiner Mannschaft spielten.
In der Mannschaft des FC Zürich spielten gleich mehrere Spieler mit dem Namen Walter Müller: Walter Müller I, Walter Müller II und Walter Müller III, die jedoch nie gemeinsam spielten.